# 莫洛登切
49°19′51″N 24°19′55″E / 49.33083°N 24.33194°E

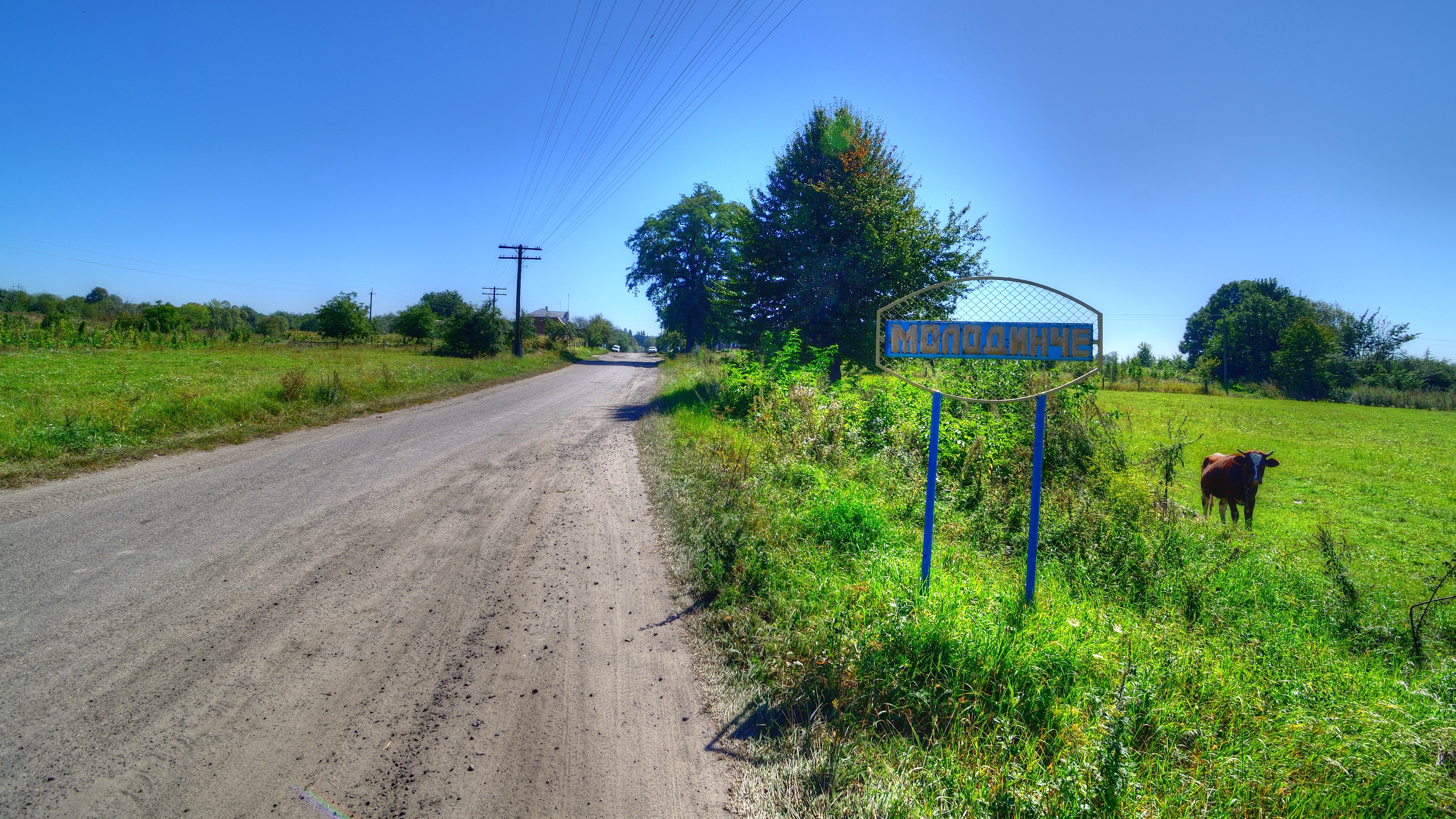

莫洛金切（烏克蘭語：Молодинче），是烏克蘭西部的村莊，隸屬利維夫州的斯特雷區。該村面積1.27平方公里，海拔高度256米，2001年人口362，人口密度每平方公里285.04人。